# ۱۲۵۲ (میلادی)
۱۲۵۲ (میلادی) هزار و دویست و پنجاه و دومین سال تقویم میلادی است.

## درگذشتگان
‎